# Distrito José Martí
El Distrito Urbano Número 1 José Martí es uno de los seis Distritos en los que se divide la ciudad de Santiago de Cuba. Se trata del distrito más poblado y densamente poblado de la ciudad y de Cuba y tiene más población que varias ciudades del país. Contiene a la zona noroeste de la ciudad, donde tradicionalmente se han asentado las clases menos favorecidas de la misma.

## Detalles
Fue creado el 16 de noviembre de 1988 y debe su nombre al Héroe nacional José Martí, cuyos restos mortales descansan en este distrito, en el Cementerio de Santa Ifigenia (declarado Monumento nacional en dos ocasiones, en 1936 y en 1979), donde se encuentran, también, los restos mortales de los más encumbrados próceres y figuras destacadas de la Historia de Cuba como Carlos Manuel de Céspedes y del Castillo, Mariana Grajales, Fidel Castro, Perucho Figueredo, Frank País y muchos más.
Abarca el Centro Urbano José Martí, y los repartos Marialina, Jiménez, Los Cocos, Agüero, Nuevo Vista Alegre, Santa Rosa, Sorribes, Los Olmos, Los Pinos, Los Nuevos Pinos, San Pedrito, La Risueña, San Pablo 1 y 2, Bajo Rancho Club, Altos de Quintero, 13 de Agosto, Novoa, la Zona Industrial y la zona de Mar Verde.

## Sitios relevantes
- Cementerio de Santa Ifigenia
- Fábrica de Cerveza Hatuey
- Sede Antonio Maceo y Rectoría de la Universidad de Oriente
- Sala Polivalente ``Alejandro Urgellés´´
- Anfiteatro ``Mariana Grajales´´

## Religión
Templos católicos:
- Iglesia Parroquial Cristo Rey (Reparto Marimón)
- Iglesia San Pedro Apóstol (Reparto San Pedrito)
- Capilla Anunciación de María (Micro 9, Centro Urbano José Martí)

Templos evangélicos:
- Iglesia Evangélica Unida-Sínodo Luterano (Reparto Los Olmos)
- Séptima Iglesia Bautista Horeb (Reparto Los Pinos)

Otros:
- Iglesia de Dios Ortodoxa (Micro 9, Centro Urbano José Martí)

## Estadísticas
Estas son las estadísticas del año 2020.
| CONCEPTO | Total Extensión superficial (km2) | Cayos Adyacentes Extensión superficial (km2) | Área de tierra Firme Extensión superficial (km2) | Población Residente (U) | Densidad de población (hab/km2) |
| Municipio Santiago de Cuba |                                   |                                              |                                                  |                         |                                 |
| Distrito Urbano #1 José Martí | 74,53                             | -                                            | 74,53                                            | 129 758                 | 1 741,0                         |
| Distrito José Martí Norte (Micro 9 y 10, La Riseña, San Pablo 1 y 2, Los Cocos, Bajo Rancho Club, Altos de Quintero y 13 de Agosto) | 5,70                              | -                                            | 5,70                                             | 31 221                  | 5 477,4                         |
| Agüero - Mar Verde (Nuevo Vista Alegre, Agüero, Marimón, zona de Mar Verde)                                                         | 60,50                             | -                                            | 60,50                                            | 30 679                  | 507,1                           |
| Distrito José Martí Sur (Bloques A-H, L y J; Reparto Novoa y Micro 8)                                                               | 1,39                              | -                                            | 1,39                                             | 27 072                  | 19 476,3                        |
| Los Olmos (René Ramos Latour y Sorribe)                                                                                             | 0,81                              | -                                            | 0,81                                             | 23 735                  | 29 302,5                        |
| Mariana Grajales (Los Pinos y San Pedrito)                                                                                          | 1,63                              | -                                            | 1,63                                             | 11 118                  | 6 820,9                         |
| Manuel Isla Pérez (Micro 7) | 4,50                              | -                                            | 4,50                                             | 5 933                   | 1 318,4                         |